# Роки-Гонзалис
Роки-Гонзалис (порт. Roque Gonzales) — муниципалитет в Бразилии, входит в штат Риу-Гранди-ду-Сул. Составная часть мезорегиона Северо-запад штата Риу-Гранди-ду-Сул. Входит в экономико-статистический микрорегион Серру-Ларгу. Население составляет 7053 человека на 2006 год. Занимает площадь 346,622 км². Плотность населения — 20,3 чел./км².

## История
Город основан 12 июля 1965 года.

## Статистика
- Валовой внутренний продукт на 2003 составляет 73 260 003,00 реала (данные: Бразильский институт географии и статистики).
- Валовой внутренний продукт на душу населения на 2003 составляет 9906,69 реала (данные: Бразильский институт географии и статистики).
- Индекс развития человеческого потенциала на 2000 составляет 0,749 (данные: Программа развития ООН).

## География
Климат местности: субтропический гумидный.